# Debbie Watson
Pour les articles homonymes, voir Watson.
Deborah Kathleen Watson dite Debbie Watson, née le 28 septembre 1965 à Sydney, est une joueuse de water-polo australienne.

## Carrière
Debbie Watson fait ses débuts en water-polo en 1983 et est sélectionnée dès cette année en équipe d'Australie de water-polo féminin. Elle obtient trois médailles en Coupe du monde (l'or en 1984, l'argent en 1991 et le bronze en 1983) ainsi que le titre aux Championnats du monde en 1991. Debbie Watson est nommée joueuse internationale de l'année en 1993. Elle décide de prenre sa retraite en 1995, mais décide de revenir après l'entrée du water-polo féminin dans le programme  des Jeux olympiques.
Elle est sacrée championne olympique aux Jeux d'été de 2000 à Sydney,.
Elle entre à l'International Swimming Hall of Fame en 2008.